# Adilette

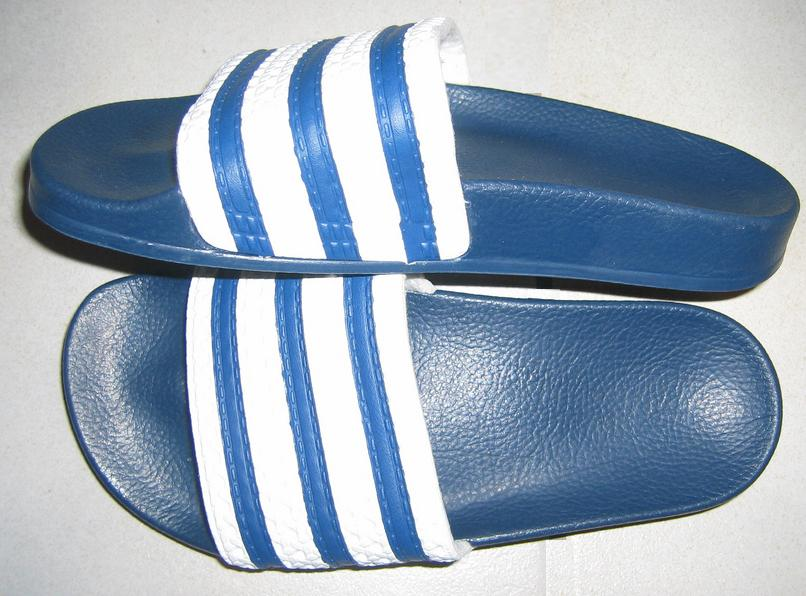
Un parell del model original d'Adilette.

 Adilette és el nom utilitzat per la marca Adidas per als seus models de xancles esportives. Del model primigeni, s'han derivat molts més, de característiques similars.

## Descripció
El model original, creat el 1972, constava d'una sola de poliuretà amb una empenya
 fixa enganxada als laterals de la sola que deixava els dits dels peus al descobert, decorada amb les tres franges típiques de la marca. Les primeres i més clàssiques, disposaven de sola ortopèdica, amb petites estries, en color blau marí, amb l'empenya combinada en set franges blanques i blaves alternativament. Amb posterioritat, s'han anat utilitzant multitud de colors (blau cel, negre, vermell, verd, groc, gris, marró, violeta, daurat, plata ...) tant per a les franges com per a les soles, en alguns models s'ha prescindit de les franges a l'empenya, incloent-hi l'emblema de tres fulls a l'empenya (model trefoil) o combinant amb el nom de la marca, fins i tot amb una empenya seccionada en dues parts que s'adhereixen mitjançant velcro. És molt característica la sola inferior reticulada d'estructura romboïdal. Un altre model molt vistós és el que posseeix petites puntes romes de silicona que formen la sola igualment ortopèdica, que proporcionen un agradable micromassatge a la planta del peu; ha derivat en dos models de nom: Adissage i Santiossage. Un altre model derivat de les Adilette, és el Woodilette, el qual segueix el mateix esquema quant a sola i empenya, encara que amb la variant de comptar amb dues fines làmines de fusta a la sola interior, proporcionant-li també una agradable i fresca sensació al caminar.

## Usos i curiositats

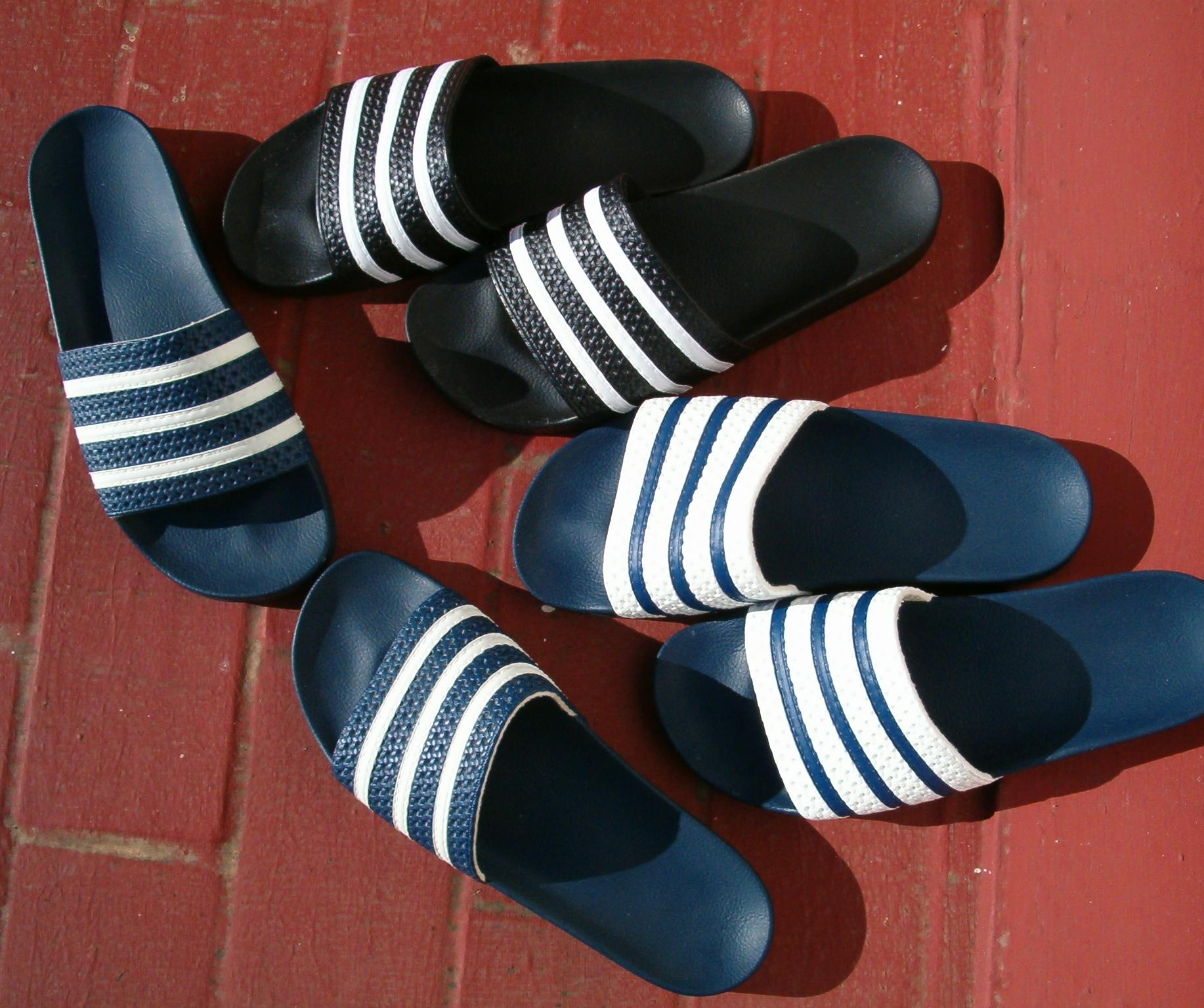
Tres exemples dels models més populars d' Adilette.

Són usades indistintament per ambdós sexes, encara que els models femenins tenen major diversitat de color que els masculins; principalment s'utilitzen a l'estiu, als gimnasos i en esports aquàtics i altres activitats amb aigua, encara que no són pocs qui les utilitzen cada dia per estar per casa, o fins i tot, per a vestir. El seu disseny s'ha mantingut pràcticament inalterable en tots els seus anys d'història. A Espanya mai han estat excessivament populars (ho van ser particularment als anys vuitanta), al contrari que a Alemanya (on precisament "Adiletten" és popularment sinònim de xancles, independentment de la marca), als països nòrdics, als Estats Units i a la Gran Bretanya, ja que gran nombre dels seus visitants estivals es poden veure utilitzant-les mentre fan turisme a les platges del nostre país. Precisament la seva popularitat va motivar un gran nombre d'imitacions (algunes escandalosament idèntiques, que sortien de factories alacantines, com per exemple Kelme), que es van poder comprar a un preu sensiblement més assequible a grans superfícies, però amb unes prestacions generalment inferiors a les de les xancles originals.
Aquest model tan particular de sabatilla compta fins i tot amb incondicionals fanàtics, majorment masculins, en ser un complement de gran comoditat (de contingut fins i tot sensual per a alguns) íntimament lligat a l'esport, l'oci i el culte al cos. Per això, no és casual que sigui un dels models més coneguts d'Adidas, i alhora dels més venuts per la marca, la qual cosa fa d'aquest model tot un clàssic en el món de les xancles.